# Psechrus ancoralis
Psechrus ancoralis is een spinnensoort uit de familie van de Psechridae. De wetenschappelijke naam van de soort werd voor het eerst geldig gepubliceerd in 2010 door Bayer & Jäger.